# Бежицкая волость
Бе́жицкая волость — административно-территориальная единица в составе Бежицкого уезда Брянской губернии, существовавшая в 1924—1929 годах.
Центр — город Бежица.

## История
Волость образована в апреле 1924 года путём слияния Супоневской и Елисеевской волостей. Ввиду своего центрального положения, являлась крупнейшей по населению волостью Брянской губернии.
В 1929 году, с введением районного деления, волость была упразднена, а на её территориальной основе был сформирован Бежицкий район Брянского округа Западной области (ныне Брянский район).

## Административное деление
По состоянию на 1 января 1928 года, Бежицкая волость включала в себя следующие сельсоветы: Альшаницкий, Антоновский, Большеполпинский, Бородовицкий, Верхнерадицкий, Глаженский, Глинищевский, Голяжский, Городищенский, Дарковичский, Добруньский, Домашовский, Дорожовский, Елисеевский, Журиничский, Карачижско-Крыловский, Коростовский, Липовский, Малополпинский, Меркульевский, Сельцовский, Соколовский, Стекляннорадицкий, Супоневский, Тешеничский, Тимоновский, Толмачевский, Трубчинский, Хотылёвский, Чайковский, Чугуннорадицкий.
На территории Бежицкой волости находились губернский город Брянск, уездный город Бежица и рабочий посёлок Урицкий, в состав волости не входившие.